# Úhlový hledáček

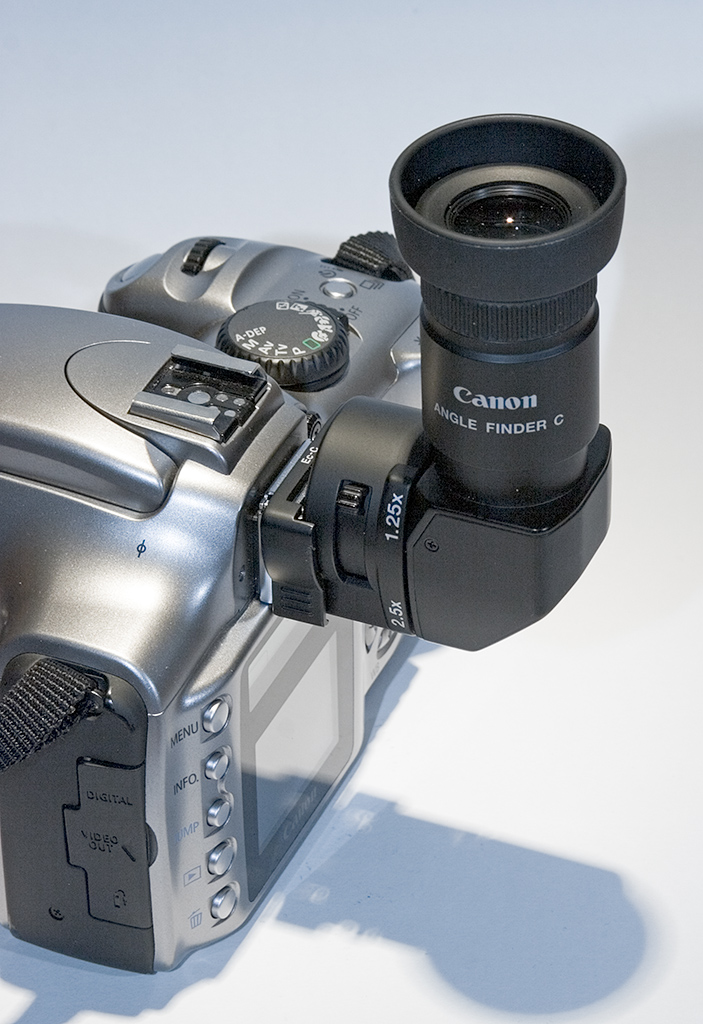
Příklad úhlového hledáčku na zrcadlovce značky Canon

Úhlový hledáček je příslušenství fotoaparátu (nejčastěji jednooké zrcadlovky), které umožňuje pohled do hledáčku z jiných úhlů než jen v ose fotoaparátu. Používá se především při fotografování z poloh, kde by pohled do hledáčku byl nepohodlný či nemožný. Má podobu trubky, zalomené do tvaru L. Nasazuje se na hledáček, respektive na jeho přírubu. Uvnitř obsahuje úhlový hledáček zrcadlo a sadu čoček.
V současnosti je někdy úhlový hledáček nahrazován elektronickým zařízením (kamera a display), které poskytuje větší flexibilitu, ale menší rozlišení.